# Francosko-britanska unija
Francosko-Britanska unija je koncept unije med Združenim kraljestvom in Francijo. Unija je bila predlagana v času kriz ali nestabilnosti v 20. stoletju. Koncept ima zgodovinsko osnovo vezi med obema državama.

## Zgodovinske vezi

### Anglija in Francija
Bližnje vezi med Francijo in Anglijo izvirajo iz časa Normanske osvojitve Anglije, ko je Vilijem kot normandijski vojvoda osvojil Anglijo, ter postal angleški kralj in vazalni gospod francoske krone.
Od leta 1066 do 1214 je angleški kralj imel širna posestva v Franciji. S prva le vojvodino Normandijo,nato pa še grofijo Maine, grofijo Anjou, Touraine in vojvodino Bretanijo. Leta 1154 je angleški kralj postal vojvoda Akvitanije, ter ostalih fevdalnih posestev v južni Francijo, ki so bila podložna Akvitanija, med drugimi Poitou in Gaskonja. Širitev posesti angleške krone v Franciji je pomenilo, da je angleški kralj obladoval skupaj več kot polovico francije. Skupno poimenovanje za vse posestvi angleške krone je postalo Angevinski imperij, čigar vladar je bil v fevdalnem redu še vedno vazal francoske krone. Težišče tega sestavljenega kraljestva je bilo na splošno južno od Rokavskega preliva; štirje od prvih sedmih kraljev po normanski osvojitvi so bili rojeni v Franciji in vsi so govorili francoski jezik. Angleška kraljeva družina in plemstvo sta se stoletja pozneje izobraževala tako v francoščini kot v angleščini. V nekaterih pogledih je Anglija postala obrobna francoska provinca; angleško pravo je dobilo močan pečat lokalnega francoskega prava, v angleški jezik pa so prihajale francoske besede.
Ta nenavaden položaj se je končal z bitko pri Bouvinesu leta 1214, ko je francoski kralj Filip II. odstavil angleškega kralja Ivana iz svojih severnofrancoskih fevdov; v kaosu, ki je sledil, so uporni angleški baroni med letoma 1216 in 1217 francoskemu prestolonasledniku, poznejšemu Ludviku VIII., ponudili angleški prestol in ga je odpotoval prevzeti. Za angleškega kralja je bil razglašen v katedrali svetega Pavla, kjer so se mu poklonili številni plemiči, vključno s škotskim kraljem Aleksandrom II. Osvojil je Winchester in kmalu nadzoroval več kot polovico kraljestva, vendar je po smrti kralja Ivana njegova podpora upadla, zato je bil prisiljen skleniti mir in se odpovedati zahtevam za prestol. Angliji je nazadnje uspelo obdržati zmanjšano Guienne kot francosko fevdno posest, ki jo je ohranila in povečala, ko se je leta 1337 obnovila vojna med obema kraljestvoma.
Od leta 1340 do 1360 in od leta 1369 dalje je angleški kralj prevzel naziv "francoski kralj"; čeprav je bila Anglija v vojni s Francijo na splošno uspešna, v tem obdobju ni poskušala uresničiti tega naziva.
Razmere so se spremenile z invazijo angleškega kralja Henrika V. na Francijo leta 1415. Do leta 1420 je Anglija prvič po 200 letih nadzorovala severno Francijo (vključno z glavnim mestom). Francoski kralj Karel VI. je bil prisiljen izobčiti svojega sina, dafina Karla, v korist Henrika V. Ker je Henrik francoskega kralja prehitel za nekaj mesecev, so Angleži in njihovi zavezniki njegovega sina Henrika VI. od leta 1422 razglasili za kralja Anglije in Francije, vendar je dafin ohranil nadzor nad deli osrednje in južne Francije ter zahteval krono zase. Od leta 1429 je dauphinova stran, vključno z Ivano Orleansko, izvedla protinapad in ga uspela okronati za kralja.
Boj med Anglijo in Francijo se je nadaljeval še več kot dvajset let, vendar so bili Angleži do leta 1453 pregnani iz vse Francije razen Calaisa, ki so ga izgubili leta 1558. Anglija je v letih 1658-1662 za kratek čas zavzela tudi mesto Dunkerque. Angleški kralji in njihovi nasledniki, kralji Velike Britanije, so zgolj kot običajen izraz in brez povezanih političnih zahtev, do leta 1801 še naprej uporabljali naziv "francoski kralj"; poglavarji hiše Stuartov, ki od leta 1688 niso bili na oblasti, so naziv uporabljali do svojega izumrtja leta 1807.

### Škotska in Francija
Normanska ali francoska kultura se je na Škotskem prvič uveljavila v času Davidove revolucije, ko je kralj David I. uvedel celinske reforme v vseh vidikih škotskega življenja: družbenem, verskem, gospodarskem in upravnem. Na Škotsko je povabil tudi francoske in anglo-francoske priseljence. S tem se je dejansko ustvarila francosko-škotska aristokracija, ki je bila povezana s francosko aristokracijo, pa tudi s številnimi francosko-angleškimi aristokrati. Od vojn za škotsko neodvisnost sta Škotska in Francija kot skupni sovražnici Anglije in njene vladajoče hiše Plantagenetov od leta 1295 do leta 1560 vzpostavili tesne diplomatske odnose, t. i. zavezništvo Auld Alliance. Od poznega srednjega veka do zgodnjega novega veka so Škotska in šktska mesta poleg povezav z Nizozemskimi deželami, Skandinavijo in Baltikom imeli koristi tudi od tesnih gospodarskih in trgovinskih povezav s Francijo.
Možnost dinastične zveze se je pojavila v 15. in 16. stoletju, ko se je Margareta, najstarejša hči Jakoba I. Škotskega, poročila z bodočim francoskim kraljem Ludvikom XI. Škotski kralj Jakob V. je bil poročen z dvema francoskima nevestama zaporedoma. Po njegovi smrti leta 1542 ga je nasledila njegova hči Marija I. Veliko let je državi vladalo regentstvo, ki ga je vodila njena francoska mati, Marija iz Guise, ki ji je uspelo hčerko poročiti z bodočim francoskim kraljem Francom II. Mlada zakonca sta bila kralj in kraljica Francije in Škotske od leta 1559 do Francove smrti leta 1560. Marija se je vrnila na Škotsko, kjer je prišlo do političnega upora in verske revolucije, kar je onemogočilo nadaljevanje zavezništva.
Vendar so se gospodarski in kulturni odnosi nadaljevali, čeprav je v 17. stoletju škotska oblast postajala vse bolj prezbiterijanska, pogosto pa tudi sovražno nastrojena do katolištva, kar je bilo v nasprotju z agresivno katoliško zunanjo in notranjo politiko Ludvika XIV. Odnose je še dodatno oslabila unija kron leta 1603, kar je pomenilo, da je bila izvršilna oblast v škotski vladi, krona, čeprav še vedno neodvisna, deljena z angleškim kraljestvom, škotska zunanja politika pa je bila bolj usklajena z angleško kot s francosko. 

## Sodobni koncepti

### Srčna zveza(1904)
Aprila 1904 sta Združeno kraljestvo in Tretja francoska republika podpisala vrsto sporazumov, znanih kot Entente Cordiale, ki so pomenili konec stoletnih konfliktov med obema silama in začetek obdobja mirnega sobivanja. Čeprav je francoski zgodovinar Fernand Braudel (1902-1985) Anglijo in Francijo opisal kot enotno celoto, so bili nacionalistični politični voditelji na obeh straneh nejevoljni zaradi zamisli o takšni združitvi.

### Druga svetovna vojna (1940)
Decembra 1939 je Jean Monnet iz francoske gospodarske misije v Londonu postal vodja angleško-francoskega usklajevalnega odbora, ki je usklajeval skupno načrtovanje vojnih gospodarstev obeh držav. Francoz je upal na povojne Združene države Evrope in v anglo-francoski politični uniji videl korak k temu cilju.[1] O tej zamisli je razpravljal z Nevillom Chamberlainom, pomočnikom Winstona Churchilla Desmondom Mortonom in drugimi britanskimi uradniki.
Junija 1940 se je vlada francoskega ministrskega predsednika Paula Reynauda soočila z neizbežnim porazom v bitki za Francijo. Marca so se z Britanci dogovorili, da si nobena od držav ne bo prizadevala za ločen mir z nacistično Nemčijo. Francoski kabinet je 15. junija glasoval, da bo Nemčijo zaprosil za pogoje premirja. Reynaud, ki je želel nadaljevati vojno iz severne Afrike, je bil prisiljen predlog predložiti Churchillovemu vojnemu kabinetu. Trdil je, da bo moral odstopiti, če bodo Britanci predlog zavrnili.
Britanci so nasprotovali francoski kapitulaciji in zlasti morebitni izgubi francoske mornarice v korist Nemcev, zato so si prizadevali, da bi Reynaud ostal na položaju. Britanski diplomat Robert Vansittart in Morton sta 14. junija skupaj z Monnetom in njegovim namestnikom Renéjem Plevenom napisala osnutek predloga "francosko-britanske unije". Upala sta, da bo takšna unija pomagala Reynaudu prepričati njegov kabinet, naj nadaljuje vojno iz severne Afrike, vendar je bil Churchill skeptičen, ko je britanski vojni kabinet 15. junija razpravljal o tem predlogu in podobnem predlogu državnega sekretarja za Indijo Lea Ameryja. Vojni kabinet je 16. junija zjutraj soglašal s francosko zahtevo za premirje pod pogojem, da francoska flota odpluje v britanska pristanišča. To je razočaralo Reynauda, ki je upal, da bo z britansko zavrnitvijo prepričal svoj kabinet v nadaljevanje boja.
Vendar je Reynaudov podpornik Charles de Gaulle pred tem dnevom prispel v London in Monnet mu je povedal o predlagani uniji. De Gaulle je prepričal Churchilla, da je "nujna kakšna dramatična poteza, ki bi Reynaudu zagotovila podporo, ki jo je potreboval, da bi njegova vlada ostala v vojni". Monnet je nato poklical Reynauda in mu povedal, da je britanski premier predlagal unijo med državama, kar je Reynaud takoj podprl. De Gaulle, Monnet, Vansittart in Pleven so se hitro dogovorili o dokumentu, ki je razglasil skupno državljanstvo, zunanjo trgovino, valuto, vojni kabinet in vojaško poveljstvo. Churchill je umaknil odobritev premirja in ob 15. uri se je vojni kabinet ponovno sestal, da bi obravnaval dokument o uniji. Kljub radikalnosti predloga so Churchill in ministri prepoznali potrebo po dramatičnem dejanju, ki bi spodbudilo Francoze in okrepilo Reynaudovo podporo v njegovem kabinetu, preden se ta ponovno sestane ob 17. uri.
V končni "deklaraciji o združitvi", ki jo je odobril britanski vojni kabinet, je bilo zapisano, da
Francija in Velika Britanija ne bosta več dva naroda, ampak ena sama francosko-britanska unija. Ustava Unije bo predvidela skupne organe za obrambno, zunanjo, finančno in gospodarsko politiko. Vsak državljan Francije bo takoj pridobil državljanstvo Velike Britanije, vsak britanski podanik pa bo postal državljan Francije.
Churchill in de Gaulle sta poklicala Reynauda in mu povedala o dokumentu, naslednji dan pa sta se dogovorila za skupno sejo obeh vlad v Concarneau. Deklaracija je takoj dosegla svoj cilj, saj je spodbudila Reynauda, ki je v uniji videl edino alternativo kapitulaciji in ki se je zdaj lahko skliceval na britansko zavrnitev premirja.
Drugi francoski voditelji so bili manj navdušeni. Na seji vlade ob 17. uri so jo mnogi označili za načrt Britancev, da v zadnjem trenutku ukradejo francoske kolonije, in dejali, da je bolje "biti nacistična provinca" kot pa postati britanska dominion. Philippe Pétain, vodja skupine za premirje in poznejši vodja nacistične klientske države Vichyjske Francije, je unijo označil za "združitev s truplom". Medtem ko so ga francoski predsednik Albert Lebrun in nekateri drugi podprli, je nasprotovanje kabineta osupnilo Reynauda. Še isti večer je odstopil, ne da bi formalno glasoval o uniji ali premirju, pozneje pa je neuspeh unije označil za "največje razočaranje v svoji politični karieri".
Vendar se je Reynaud zmotil, ko je nasprotovanje uniji, ki mu je večina kabineta skoraj zagotovo nasprotovala, enačil s podporo premirju, ki mu skoraj zagotovo ni nasprotovala. Če bi bil predlog podan nekaj dni prej in ne 16. septembra, ko so imeli Francozi le nekaj ur časa, da se odločijo med premirjem in Severno Afriko, bi ga Reynaudov kabinet morda skrbneje pretehtal.
Pétain je tisti večer oblikoval novo vlado, ki se je takoj odločila, da bo Nemčijo zaprosila za pogoje premirja. Britanci so preklicali svoje načrte za potovanje v Concarneau.

### Sueška kriza (1956)
Septembra 1956 je bila zaradi skupnega sovražnika med sueško krizo ustanovljena anglo-francoska projektna skupina. Francoski premier Guy Mollet je predlagal unijo med Združenim kraljestvom in Francosko unijo z Elizabeto II. kot glavo države in skupnim državljanstvom. Kot drugo možnost je Mollet predlagal, da se Francija pridruži Commonwealthu. Britanski premier Anthony Eden je oba predloga zavrnil; Francija se je nato pridružila Rimski pogodbi, ki je ustanovila Evropsko gospodarsko skupnost in okrepila francosko-nemško sodelovanje..
Ko je bil Molletov predlog 15. januarja 2007 prvič objavljen v Združenem kraljestvu v članku Mika Thomsona, objavljenem na spletni strani BBC News, so ga mediji obeh držav obravnavali precej satirično, vključno z imenom Frangleterre (spletenka besed "France" in "Angleterre", francoske besede za Anglijo), ki ga je skoval BBC. Britanska radiotelevizija je navedla, da Molletov predlog izvira iz na novo razkritega gradiva, in trdila, da v Franciji takšnih arhivskih dokumentov ni.

Francoska novinarka Christine Clerc je 16. januarja 2007 med televizijskim intervjujem na programu LCP nekdanjega francoskega notranjega ministra Charlesa Pasqua, gaullista, vprašala o Molletovem predlogu iz leta 1956. Pasqua ji je odgovoril: 
"če bi njegova zahteva postala uradna, bi Molleta postavili pred sodišče zaradi veleizdaje".